# Gaël Ondoua
Gaël Bella Ondoua (russisch Гаэль Белла Ондуа Gael Bella Ondua; * 4. November 1995 in Yaoundé) ist ein kamerunisch-russischer Fußballspieler, der beim Servette FC unter Vertrag steht und in der kamerunischen Nationalmannschaft spielte.

## Karriere

### Verein
Ondoua spielte in der Jugend für Lokomotive Moskau. 2014 wechselte er zum Stadtrivalen ZSKA. Dort machte er jedoch insgesamt nur ein Spiel im russischen Pokal. Ein Jahr später wurde sein Vertrag in Moskau aufgelöst. Ondoua jedoch fand danach einen Verein in Dänemark. Bei Vejle spielte er die meisten der möglichen Spiele und schoss zwei Tore. Nach einem Jahr im Norden folgte die nächste Vertragsauflösung. Ondoua fand ein halbes Jahr später einen neuen Arbeitgeber in der Ukraine bei Sorja Luhansk. Dort machte er jedoch kein einziges Spiel und ging ein halbes Jahr später in die russische Premjer-Liga zu Anschi Machatschkala. Hier wurde er zum absoluten Stammspieler und machte 25 von 34 Spielen. Außerdem fiel er des Öfteren besonders auf. 2019 kaufte ihn der Servette FC aus der Schweizer Super League. Auch hier konnte er sich durchsetzen und spielte bis zur Corona-Pandemie 22 Spiele und schoss zwei Tore. Nach insgesamt 54 Ligaeinsätzen für Servette verließ er den Verein nach der Saison 2020/21.
Ungefähr zwei Monate später unterschrieb er einen Vertrag bis Juni 2023 bei Hannover 96 in der 2. Bundesliga. Am 11. September 2021 (6. Spieltag) debütierte er im Unterhaus für die Hannoveraner, als er gegen den FC St. Pauli über die vollen 90 Minuten spielte.
Im Sommer 2023 kehrte er zu seinem früheren Verein Servette FC zurück.

### Nationalmannschaft
Ondoua wurde für die Länderspielpause Ende März 2022 das erste Mal für die kamerunische A-Nationalmannschaft nominiert. Sein Debüt gab er nach später Einwechslung in der WM-Qualifikation für Jean Onana gegen Algerien. Er konnte sich anschließend mit der Nationalmannschaft Kameruns für die Weltmeisterschaft 2022 in Katar qualifizieren.